# Waiting All Night
Waiting All Night é uma canção do quarteto britânico de drum and bass Rudimental. Ela conta com a participação da cantora inglesa Ella Eyre. A canção foi lançada no Reino Unido em 14 de abril de 2013, como quarto single do seu primeiro álbum de estúdio, Home. A canção alcançou o número um na UK singles chart e também teve bom desempenho nas paradas musicais na Austrália e Bélgica. O grupo, junto com Eyre, cantou uma versão acústica do single no programa Live Lounge da BBC Radio 1, que entrou no álbum Live Lounge 2013.
No BRIT Awards de 2014, Bastille, Rudimental e Ella Eyre tocaram um mashup das músicas "Pompeii" e "Waiting All Night". O mashup entrou no UK Singles Chart na vigésima primeira posição.

## Vídeo musical
Um videoclipe da música foi lançado no YouTube no dia 4 de abril de 2013, com um comprimento total de cinco minutos e catorze segundos. O vídeo da música é inspirado na história real da vida do campeão de BMX e ator Kurt Yaeger, que teve que ter a perna amputada após um acidente em 2006. Todos os personagens do clipe são profissionais de BMX e verdadeiros amigos de Yaeger. O diretor Nez Khammal aproximou-se dele depois de ver a história de Kurt em seu site e disse a ele que a banda estava interessada nela.

## Prêmios
Em 2014 a canção ganho o BRIT Awards na categoria de single britânico do ano.

## Uso em outras mídias
- "Waiting All Night" foi destaque na promo do Music in on da MTV Latinoamérica.
- Uma versão instrumental da canção é usada no programa da BBC Match of the Day 2 como música de fundo no quadro Goal of the Month, e também é usada pela Sky Sports durante os touchdowns em sua cobertura da NFL.

## Faixas
| N.º | Título | Duração |  |

## Paradas e certificações
| Chart (2013)                                 | Posição de pico |
| -------------------------------------------- | --------------- |
| Austrália (ARIA)                             | 6               |
| Áustria (Ö3 Austria Top 75)                  | 37              |
| Bélgica (Ultratop 50 de Flandres)            | 14              |
| Bélgica (Ultratip Bubbling Under da Valônia) | 28              |
| República Checa (Rádio Top 100)              | 4               |
| Europa (Billboard Euro Digital Song Sales)   | 2               |
| França (SNEP)                                | 89              |
| Hungria (Dance Top 40)                       | 36              |
| Hungria (Rádiós Top 40)                      | 3               |
| Islândia (Tonlist)                           | 16              |
| Irlanda (IRMA)                               | 4               |
| Nova Zelândia (Recorded Music NZ)            | 9               |
| Países Baixos (Dutch Top 40)                 | 23              |
| Polónia (Polish Airplay Top 100)             | 4               |
| Escócia (Scottish Singles Chart)             | 2               |
| Eslováquia (Rádio Top 100)                   | 37              |
| Suíça (Schweizer Hitparade)                  | 67              |
| Reino Unido (UK Dance Chart)                 | 1               |
| Reino Unido (UK Singles Chart)               | 1               |

| Chart (2013)                    | Posição |
| ------------------------------- | ------- |
| Hungarian Airplay Chart         | 42      |
| New Zealand (Recorded Music NZ) | 49      |

| País                  | Certificação |
| --------------------- | ------------ |
| Austrália - ARIA      | Platina      |
| Bélgica - BEA         | Ouro         |
| Nova Zelândia - RIANZ | Ouro         |
| Reino Unido - BPI     | Platina      |

## Histórico de lançamento
| Região      | Data                | Formato          | Gravadora      |
| ----------- | ------------------- | ---------------- | -------------- |
| Reino Unido | 14 de abril de 2013 | Download Digital | Asylum Records |